# Halimpu
Halimpu is een bestuurslaag in het regentschap Cirebon van de provincie West-Java, Indonesië. Halimpu telt 2437 inwoners (volkstelling 2010).